# Campania (eparchia)
La Campania era un antico territorio bizantino in Italia, compreso tra le odierne regioni Campania e Puglia settentrionale.

## Istituzione

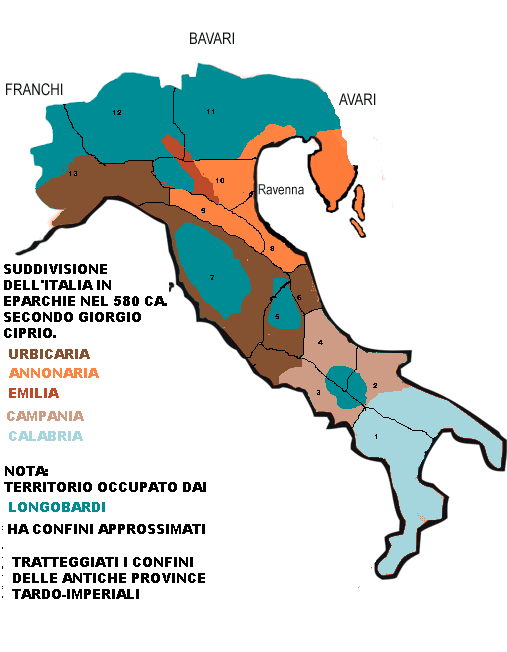
L'Italia nel 580, suddivisa in eparchie, secondo Giorgio Ciprio. Cartina basata sulla ricostruzione di PM Conti, non esente da critiche. In marrone chiaro, l'eparchia Emilia.

La Descriptio orbis romani di Giorgio Ciprio, opera geografica redatta all'inizio del VII secolo, suddivideva in cinque province o eparchie l'Italia bizantina:
- Annonaria, comprendente i residui possedimenti bizantini in Flaminia, Alpi Appennine, Emilia orientale e nella Venezia e Istria.
- Calabria, comprendente i residui possedimenti bizantini in Lucania e in Apulia meridionale (all'epoca detta Calabria)
- Campania, comprendente i residui possedimenti in Campania, nel Sannio (Samnium) e nel nord dell'Apulia.
- Emilia, comprendente i residui possedimenti bizantini nella parte centrale dell'Emilia, a cui si aggiungono l'estremità sud-orientale della Liguria (con Lodi Vecchio) e l'estremità sud-occidentale della Venezia (Cremona e zone limitrofe).
- Urbicaria, comprendente i residui possedimenti bizantini in Liguria, Alpi Cozie, Tuscia, Valeria, Piceno e Lazio.

Alcuni studiosi, ritenendo attendibile la Descriptio orbis romani di Giorgio Ciprio, hanno supposto che la suddivisione dell'Italia bizantina in cinque eparchie sarebbe stata il frutto di una presunta riforma amministrativa attuata intorno al 580 dall'Imperatore Tiberio II al fine di riorganizzare l'amministrazione e le difese dei territori residui minacciati dai Longobardi nella speranza di renderli in grado di respingere i loro attacchi, avendo ormai rinunciato a ogni velleità di debellarli dopo il fallimento dei precedenti tentativi (come la spedizione di Baduario); secondo il parere di Bernard Bavant, tale riorganizzazione avrebbe anticipato la riforma dell'Esarcato, che fu realizzata alcuni anni dopo.
Altri studiosi (come il Cosentino), invece, hanno messo in dubbio l'esistenza di questa presunta riforma amministrativa, considerando inattendibile la sezione relativa all'Italia dell'opera di Giorgio Ciprio sulla base del fatto che quest'ultimo, essendo molto probabilmente armeno, era verosimilmente poco informato sull'Italia e potrebbe aver tratto o dedotto la suddivisione dell'Italia in cinque eparchie da fonti disorganiche non direttamente riconducibili alla cancelleria imperiale; d'altronde, tale suddivisione dell'Italia in cinque eparchie, a dire del Cosentino, risulterebbe anche andare in contrasto con quanto riferito da fonti coeve italiche, come l'epistolario di papa Gregorio I e le epigrafi.
In ogni caso la nuova eparchia ebbe breve vita. Infatti qualche anno dopo fu abolita con l'istituzione dell'Esarcato. Gli storici moderni ritengono che ciò sia avvenuto all'inizio del regno di Maurizio I (582-602), e comunque non oltre il 584.

## Limiti
Comprendeva i residui possedimenti bizantini in Campania (tranne l'estrema parte settentrionale, annessa all'Urbicaria), nel Sannio e nel nord dell'Apulia. Confinava a nord con l'eparchia Urbicaria ed a sud con l'eparchìa Calabria. In realtà le aree interne erano fuori dal controllo bizantino poiché i Longobardi stavano dando vita al Ducato di Benevento che, in seguito, avrebbe conquistato gran parte dell'Italia meridionale.

## Storia
L'eparchia campana ebbe breve vita: infatti qualche anno dopo l'imperatore Maurizio I (582-602) la sostituì con il Ducato di Napoli, il cui territorio si era ridotto alle coste della Campania, a causa delle conquiste dei Longobardi di Benevento.